# Saint-Laurent-des-Autels
Saint-Laurent-des-Autels é uma ex-comuna francesa na região administrativa da Pays de la Loire, no departamento de Maine-et-Loire. Estendeu-se por uma área de 18,55 km², com 1 959 habitantes, segundo os censos de 2005, com uma densidade de 106 hab/km².
Em 15 de dezembro de 2015 foi fundida com as comunas de Bouzillé, Champtoceaux, Drain, Landemont, Liré, Saint-Sauveur-de-Landemont e La Varenne para a criação da nova comuna de Orée-d'Anjou.